# Цифровий менеджмент
Цифровий менеджмент — комплекс управлінських стратегій, методів та інструментів, що ґрунтуються на застосуванні цифрових технологій і інформаційних систем для оптимізації бізнес-процесів, підвищення ефективності організації та прискорення прийняття рішень.

## 1. Визначення та сутність
Цифровий менеджмент поєднує в собі традиційні принципи менеджменту з інноваційними підходами цифрової трансформації. Його завдання:
- створити гнучку, адаптивну організаційну структуру;
- інтегрувати ІТ-сервіси в усі функціональні підрозділи;
- автоматизувати рутинні процеси та використовувати аналітику для прийняття рішень[1][2].

## 2. Історичний розвиток
1. **1990-ті:** зародження ERP та CRM; перші спроби централізованого управління даними[3].
2. **2000-ті:** поява терміна «цифрова трансформація»; розвиток Web 2.0, соціальних мереж, відкритих API[4].
3. **2010-ті:** поширення хмарних обчислень, великих даних (Big Data), мобільних технологій.
4. **2020-ті:** інтернет речей (IoT), штучний інтелект (AI), RPA (Robotic Process Automation), блокчейн.

## 3. Основні компоненти
1. Цифрова стратегія — формулювання довгострокових цілей із урахуванням ІТ-трендів.
2. IT-інфраструктура — дата-центри, хмари, мережі, платформи.
3. Управління даними — збір, зберігання, обробка, візуалізація й аналітика даних (BI).
4. Кібербезпека — захист інформації, відповідність стандартам (ISO 27001).
5. Організаційна культура — розвиток навичок цифрової грамотності, agile-методологій, DevOps.

## 4. Ключові методології та підходи
- Agile і Scrum для розробки та запуску IT-продуктів.
- CI/CD (Continuous Integration/Continuous Delivery) для швидкого розгортання оновлень.
- Digital Twin — віртуальні копії фізичних активів чи процесів.
- Design Thinking для створення клієнто-орієнтованих продуктів.

## 5. Інструменти та платформи
| Категорія                    | Приклади                                        |
| ---------------------------- | ----------------------------------------------- |
| ERP-системи                  | SAP S/4HANA, Oracle ERP Cloud, 1С:Підприємство  |
| CRM-платформи                | Salesforce, Microsoft Dynamics 365, Zoho CRM    |
| Системи управління проєктами | Jira, Trello, Asana, Monday.com                 |
| BI-аналітика                 | Tableau, Power BI, QlikView, Google Data Studio |
| Хмарні платформи             | AWS, Microsoft Azure, Google Cloud Platform     |

## 6. Освітні та сертифікаційні програми
- MBA з цифрового бізнесу (наприклад, INSEAD, MIT Sloan)[5].
- Сертифікації Scrum Master, PMP, Certified Information Systems Security Professional (CISSP).
- Онлайн-курси на Coursera, edX, Udacity з тем: Digital Transformation, Data Science, Cloud Computing.

## 7. Переваги та виклики

### Переваги
- Зростання оперативності та гнучкості.
- Оптимізація витрат через автоматизацію.
- Підвищення якості обслуговування клієнтів за допомогою аналітики.

### Виклики
- Суттєві інвестиції в ІТ-інфраструктуру.
- Супротив змін і необхідність перекваліфікації персоналу.
- Загроза кібератак і потреба у відповідності нормативам.

## 8. Галузеві кейси
- **Фінанси:** цифрові платформи для мікропозик (Kiva), neobank Monobank в Україні.
- **Виробництво:** «розумний завод» Siemens Amberg, індустрія 4.0.
- **Роздрібна торгівля:** персоналізована e-commerce-аналітика Amazon.

## 9. Перспективи розвитку
- Інтеграція AI й Machine Learning у всі ланки менеджменту.
- Розширення застосувань IoT і Edge Computing.
- Поширення безсерверних архітектур (Serverless).